# Cupid's Chauffeur
Cupid's Chauffeur è un cortometraggio muto del 1911. Il nome del regista non viene riportato nei crediti del film.

## Produzione
Il film fu prodotto dalla Vitagraph Company of America.

## Distribuzione
Distribuito dalla General Film Company, il film - un cortometraggio in una bobina - uscì nelle sale cinematografiche USA il 30 maggio 1911.